# Präfekt (Albanien)
Die Präfekten in Albanien  (albanisch prefekt/prefekti) sind Vertreter der Zentralregierung auf der Ebene der zwölf Qarqe, der ersten Ebene der Verwaltungsgliederung Albaniens.
Die Präfekten werden von der Regierung ernannt und beaufsichtigen die lokalen Räte der Qarqe und die Gemeinden. Zudem nehmen sie gewisse lokale Geschäfte der Regierung wahr, die nicht an die Lokalbehörden abgetreten wurden, respektive Koordinieren zwischen den lokalen Amtsstellen der Ministerien. Die Präfekten sind somit der verlängerte Arm der Regierung in den Regionen.
Die Funktion des Präfekten wurde erstmals im Jahr 1992 geschaffen. Die Institution stand wegen ihrer wenig demokratischen und zentralistischen Art in der Kritik einheimischer und ausländischer Staatsrechtler. 2000 wurden basierend auf der Verfassung von 1998 die Qarqe geschaffen, womit ein Prozess der Dezentralisierung eingeleitet wurde. Im Jahr 2002 wurde das Gesetz über die Präfekten erlassen, das dessen Aufgaben, Verantwortung und Pflichten, Ein- und Absetzung sowie die Zusammenarbeit mit anderen Behörden regelt.
Mit prefektura wird heute der Amtssitz des Präfekten bezeichnet. Die früheren Präfekturen wurden mit Schaffung der Qarqe aufgelöst.
| Qarqe und Kreise in Albanien | Qarqe und Kreise in Albanien                             | Qarqe und Kreise in Albanien | Karte der Präfekturen in Albanien | Karte der Präfekturen in Albanien |
| ---------------------------- | -------------------------------------------------------- | ---------------------------- | --------------------------------- | --------------------------------- |
| Qark                         | Kreise innerhalb der Qarks                               | Sitz der Präfektur           | Nr.                               |                                   |
| Qark Berat                   | Kreis Berat, Kreis Kuçova, Kreis Skrapar                 | Berat                        | 01                                |                                   |
| Qark Dibra                   | Kreis Bulqiza, Kreis Dibra, Kreis Mat                    | Peshkopia                    | 02                                |                                   |
| Qark Durrës                  | Kreis Durrës, Kreis Kruja                                | Durrës                       | 03                                |                                   |
| Qark Elbasan                 | Kreis Elbasan, Kreis Gramsh, Kreis Librazhd, Kreis Peqin | Elbasan                      | 04                                |                                   |
| Qark Fier                    | Kreis Fier, Kreis Lushnja, Kreis Mallakastra,            | Fier                         | 05                                |                                   |
| Qark Gjirokastra             | Kreis Gjirokastra, Kreis Përmet, Kreis Tepelena          | Gjirokastra                  | 06                                |                                   |
| Qark Korça                   | Kreis Devoll, Kreis Kolonja, Kreis Korça, Kreis Pogradec | Korça                        | 07                                |                                   |
| Qark Kukës                   | Kreis Has, Kreis Kukës, Kreis Tropoja                    | Kukës                        | 08                                |                                   |
| Qark Lezha                   | Kreis Kurbin, Kreis Lezha, Kreis Mirdita                 | Lezha                        | 09                                |                                   |
| Qark Shkodra                 | Kreis Malësia e Madhe, Kreis Puka, Kreis Shkodra         | Shkodra                      | 10                                |                                   |
| Qark Tirana                  | Kreis Kavaja, Kreis Tirana                               | Tirana                       | 11                                |                                   |
| Qark Vlora                   | Kreis Delvina, Kreis Saranda, Kreis Vlora                | Vlora                        | 12                                |                                   |